# Vidua maryae
Vidua maryae е вид птица от семейство Viduidae. Видът е незастрашен от изчезване.

## Разпространение
Разпространен е в Нигерия.